# Vasknarva
Vasknarva is een plaats in de Estlandse gemeente Alutaguse, provincie Ida-Virumaa. De plaats heeft de status van dorp (Estisch: küla) en telt 90 inwoners (2021).
Tot in oktober 2017 hoorde Vasknarva bij de gemeente Alajõe. In die maand werd Alajõe bij de fusiegemeente Alutaguse gevoegd.
Vasknarva ligt in de zuidoosthoek van de provincie, waar de rivier Narva ontspringt aan het Peipusmeer. Aan de overkant van de rivier ligt Rusland.

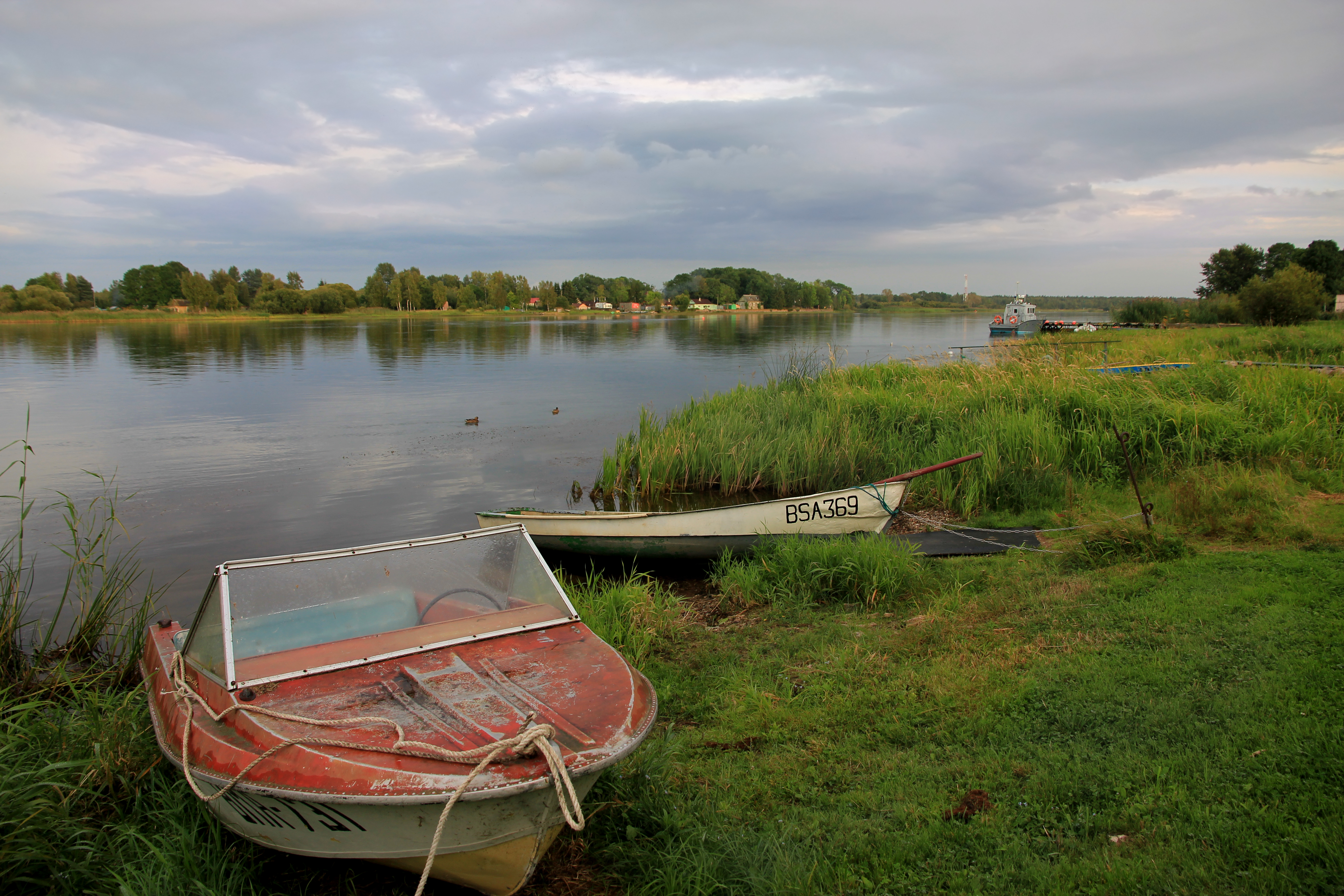
De haven
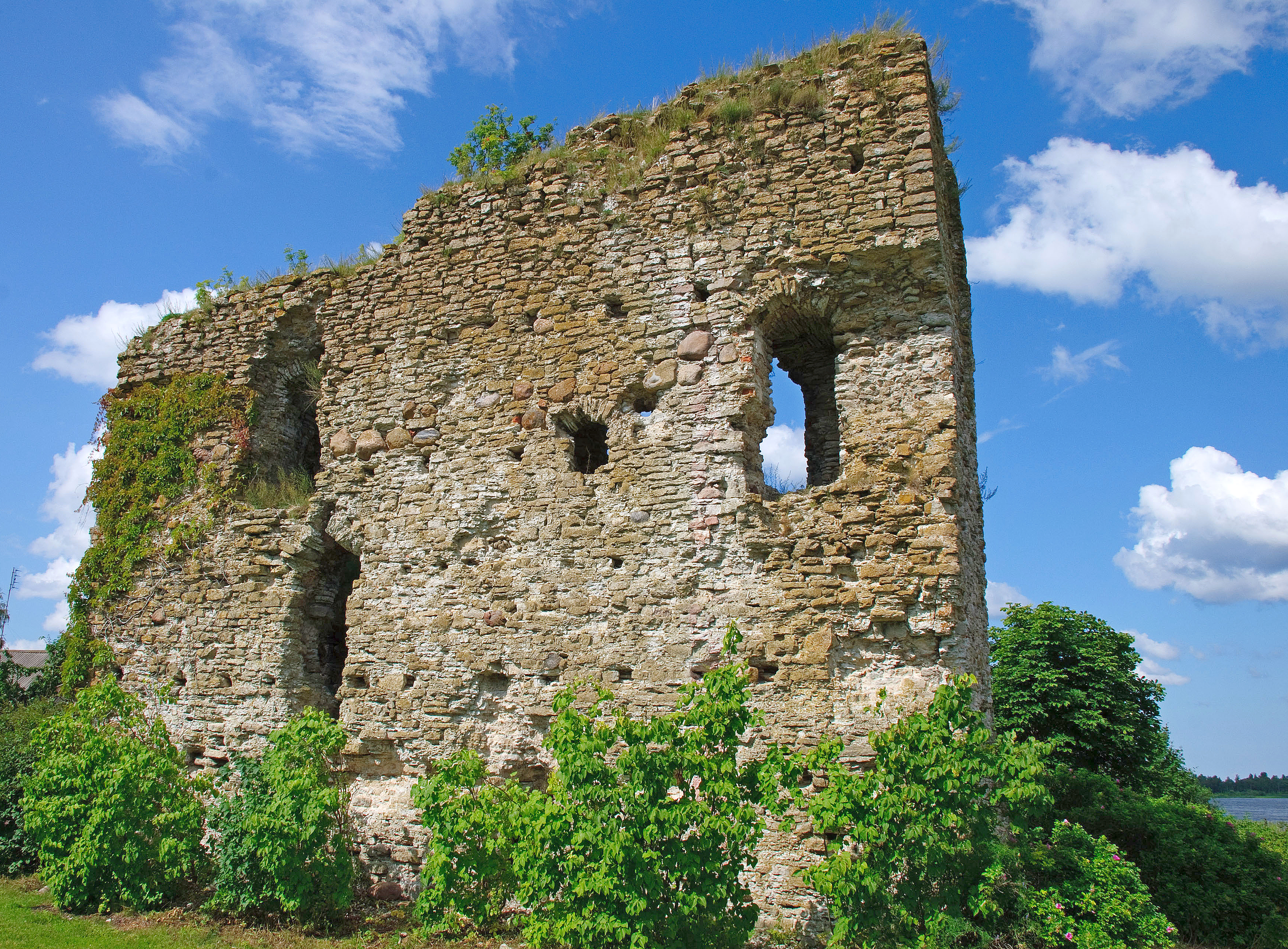
Ruïne van het fort